# Christophe Le Mével
Christophe Le Mével (Lannion, 11 de setembre de 1980) és un ciclista francès, professional des del 2002 al 2014.
Fins al moment la seva victòria més destacada és una etapa al Giro d'Itàlia de 2005.

## Palmarès
- 2001
  - 1r a la Ronde de l'Isard
- 2005
  - Vencedor d'una etapa al Giro d'Itàlia
- 2010
  - 1r al Tour du Haut-Var i vencedor d'una etapa

### Resultats al Tour de França
- 2006. 76è de la classificació general
- 2007. Abandona (15a etapa)
- 2008. 40è de la classificació general
- 2009. 10è de la classificació general
- 2010. 42è de la classificació general
- 2013. Abandona (19a etapa)

### Resultats al Giro d'Itàlia
- 2005. 26è de la classificació general. Vencedor d'una etapa
- 2011. 15è de la classificació general

### Resultats a la Volta a Espanya
- 2005. 66è de la classificació general
- 2010. 15è de la classificació general
- 2011. 40è de la classificació general
- 2012. 31è de la classificació general
- 2014. 22è de la classificació general